# ۱۵۳ (عدد)
۱۵۳(صد و پنجاه و سه) یک عدد طبیعی است که بعد از ۱۵۲ و قبل از ۱۵۴ قرار دارد.